# Våge, Austevolls kommun
Våge är en by på ön Stolmen i Austevolls kommun i Vestland fylke i västra Norge. Byn är belägen på södra delen av ön och ligger invid byn Årland. 